# Косово (област Пловдив)
Вижте пояснителната страница за други значения на Косово.
Косово е село в Южна България. То се намира в община Асеновград, област Пловдив.

## География
Село Косово се намира в Родопите. То е разположено в централния дял (Чернатица) на планината, на 5 км от балнеоложкия курорт Нареченски бани. Обграждат го ридове с девствена природа, а махалите му се просичат от четири непресъхващи рекички. Лесно достъпно е от Асеновград (30 км), Пампорово (36 км), Пловдив (50 км), София (197 км).

## История
Косово е заселено през XVII век от преселници от Старо село до манастира Бяла черква. Разцветът на селото е към края на XIX век, откогато са и повечето останали до наши дни къщи. Поминъкът на населението е бил животновъдство, земеделие, кираджийство и зидарство. През XX век селото запада.

## Културни и природни забележителности
- Етнографски музей
- Костницата
- Църква „Успение Богородично“

В село Косово е запазена типичната възрожденска родопска архитектура. В него има 63 паметника на културата, от които 5 с национално значение. Две от сградите са дело на прочутия майстор Хаджи Георги Станчовски, построил и къщите на Коюмджиоглу и Димитър Георгиади в Стария Пловдив. Това са църквата „Успение Богородично“ от 1851 г. и собствената му къща („Хаджийската“) от 1853 г. Изключително интересни са също старото училище (1889 г.), параклисите „Св. Неделя“ и „Св. Петър“, воденицата, ковачницата, както и повечето стари къщи в селото.

## Други
От селото може да се отиде и до летовищния курорт Бяла черква.

### Кухня
Кухнята е традиционната родопска кухня.